# Ennery (Haiti)
Ennery, in creolo haitiano Ènri, è un comune di Haiti facente parte dell'arrondissement di Les Gonaïves nel dipartimento dell'Artibonite.